# Polar Star
Polar Star är en udde i Antarktis. Den ligger i Östantarktis. Nya Zeeland gör anspråk på området.
Terrängen inåt land är varierad. Havet är nära Polar Star åt sydväst. Trakten är obefolkad. Det finns inga samhällen i närheten.